# Emilia Luboslavova
Emilia Luboslavova Boneva es una deportista española que compitió en natación sincronizada. Ganó dos medallas de plata en los Juegos Europeos de Bakú 2015, en las pruebas de equipo y combinación libre.

## Palmarés internacional
| Juegos Europeos | Juegos Europeos   | Juegos Europeos  | Juegos Europeos   |
| Año             | Lugar             | Medalla          | Prueba            |
| --------------- | ----------------- | ---------------- | ----------------- |
| 2015            | Bakú (Azerbaiyán) | Medalla de plata | Equipo            |
| 2015            | Bakú (Azerbaiyán) | Medalla de plata | Combinación libre |